# Governatorato di Vjatka
Il governatorato di Vjatka (in russo Вятская губерния?) era una gubernija dell'Impero russo. Il capoluogo era Vjatka (oggi Kirov).

## Suddivisione amministrativa
1. Uezd di Vyatsky
2. Uezd di Glazovsky
3. Uezd di Yelabuzhsky
4. Uezd di Kotelnichsky
5. Uezd di Malmyzhsky
6. Uezd di Nolinsky
7. Uezd di Orlovsky
8. Uezd di Sarapulsky
9. Uezd di Slobodskoy
10. Uezd di Urzhumsky
11. Uezd di Yaransky